# Borókacincér
A borókacincér (Semanotus russicus) a cincérfélék családjába tartozó, Európában, Nyugat-Ázsiában és Észak-Afrikában honos, borókán élő bogárfaj. 

## Megjelenése
A borókacincér testhossza 7-18 mm, testalkata megnyúlt. Szárnyfedői élénksárgák vagy narancssárgák, fekete rajzolattal, míg teste, lábai, csápjai feketék, bár a csápok utolsó szelvényei barnák vagy vörösesek. A csápok végig szőrözöttek. Rágói nagyok, előreállók. Szemei félhold alakúak, körülívelik a csápok tövét. Feje, előtora és az első csápszelvények kiálló, erős szőrökkel vannak borítva. A fej és az előtor felszíne sűrűn, durván pontozott. Az előtor korongjának sima dudorai nagyok és kiemelkedők. Az előtor oldala kerek, valamivel a középvonala fölött a legszélesebb. A szárnyfedők közötti pajzsocska (scutellum) fekete. A szárnyfedők szélessége a vállnál a legnagyobb, színük narancssárga, végük fekete és középtájt egy-egy nagy, kerek, barnásfekete folt látható rajtuk. A pajzsocska környékén halványabb sötét háromszög látható. Felszínük közepesen erősen, sűrűn, mintázat nélkül pontozott és finoman szőrözött. Lábai hosszúak, erőteljesek. 

## Elterjedése és életmódja
Közép- és Délkelet-Európában, Észak-Afrikában, Kis-Ázsiában, a Közel-Keleten és a Kaukázusban honos. Elterjedésének északi és nyugati határa Csehországban található. Magyarországon az alföldi borókásokban és a hegyvidékeken fordul elő. 
Mind az imágó, mind a lárva a közönséges borókán, ritkábban erdeifenyőn, illetve a kertekben, parkokban ültetett tujákon, díszborókákon fordul elő. A kéreg alatt áttelelő imágó már az első melegebb tavaszi napokon (általában márciusban, az alföldi borókásokban akár februárban is) előbújik. Este és éjjel aktív. A virágokat nem látogatja, a borókabokrokon lehet megtalálni. Lárvája a boróka meggyengült vagy éppen elhalt ágainak, törzsének kérge alatt fejlődik, ahol széles (7-10 mm-es), ürülékkel, hulladékkal tele járatokat rág. A lárva által megtámadott ág messziről felismerhető, levelei elszáradnak, megvörösödnek. Második életévében ősszel horog alakú bábkamrájában bebábozódik, majd kikel az imágó, amely ugyanitt áttelel. 
Magyarországon védett, természetvédelmi értéke 5000 Ft. 